# District de Yuhuatai
Le district de Yuhuatai (雨花台区 ; pinyin : Yǔhuātái Qū) est une subdivision administrative de la province du Jiangsu en Chine. Il est placé sous la juridiction de la ville sous-provinciale de Nankin (Nankin).